# Lega Basket Serie A 2015-16
La Serie A 2015-16, conocida por motivos de patrocinio como Beko Serie A fue la edición número 94 de la Lega Basket Serie A, la máxima competición de baloncesto de Italia.

## Clubes temporada 2015-16
| Equipo                     | Ciudad         | Pabellón         | Capacidad | Temporada 2014-15              |
| -------------------------- | -------------- | ---------------- | --------- | ------------------------------ |
| Acqua Vitasnella Cantù     | Cantù          | Mapooro Arena    | 3,910     | Cuartos de final playoffs 2015 |
| Banco di Sardegna Sassari  | Sassari        | PalaSerradimigni | 5,000     | Campeón de la Serie A 2015     |
| Betaland Capo d'Orlando    | Capo d'Orlando | PalaFantozzi     | 3,613     | 14º en Serie A                 |
| Consultinvest Pesaro       | Pesaro         | Adriatic Arena   | 6,119     | 15º en Serie A                 |
| Dolomiti Energia Trento    | Trento         | PalaTrento       | 4,360     | Cuartos de final playoffs 2015 |
| EA7 Emporio Armani Milano  | Milán          | Mediolanum Forum | 12,700    | Semifinales playoffs 2015      |
| Enel Brindisi              | Brindisi       | PalaPentassuglia | 3,534     | Cuartos de final playoffs 2015 |
| Giorgio Tesi Group Pistoia | Pistoia        | PallaCarrara     | 4,000     | 9th in Serie A                 |
| Grissin Bon Reggio Emilia  | Reggio Emilia  | PalaBigi         | 3,800     | Finalista playoffs 2015        |
| Manital Torino             | Turín          | PalaRuffini      | 4,500     | Campeón de la Serie A2         |
| Obiettivo Lavoro Bologna   | Bologna        | Unipol Arena     | 8,400     | Cuartos de final playoffs 2016 |
| Openjobmetis Varese        | Varese         | PalaWhirlpool    | 5,300     | 11º en Serie A                 |
| Pasta Reggia Caserta *     | Caserta        | PalaMaggiò       | 6,387     | 16º en Serie A                 |
| Sidigas Avellino           | Avellino       | PalaDelMauro     | 5,300     | 13º en Serie A                 |
| Umana Reyer Venezia        | Mestre         | Taliercio        | 3,509     | Finalista playoffs 2015        |
| Vanoli Cremona             | Cremona        | PalaRadi         | 3,527     | 12º en Serie A                 |

- Pasta Reggia Caserta ocupó el puesto del Acea Roma tras su renuncia.

## Temporada regular

### Clasificación
|  | Pos. | Equipo                     | PT | J  | G  | P  | PF   | PC   | Dif  | ED        |
|  | ---- | -------------------------- | -- | -- | -- | -- | ---- | ---- | ---- | --------- |
|  | 1.   | EA7 Emporio Armani Milano  | 44 | 30 | 22 | 8  | 2452 | 2205 | +247 |           |
|  | 2.   | Grissin Bon Reggio Emilia  | 42 | 30 | 21 | 9  | 2424 | 2263 | +161 |           |
|  | 3.   | Sidigas Avellino           | 40 | 30 | 20 | 10 | 2389 | 2307 | +82  |           |
|  | 4.   | Vanoli Cremona             | 38 | 30 | 19 | 11 | 2258 | 2213 | +45  |           |
|  | 5.   | Umana Venezia              | 32 | 30 | 16 | 14 | 2320 | 2230 | +90  | 2-2 (+12) |
|  | 6.   | Giorgio Tesi Group Pistoia | 32 | 30 | 16 | 14 | 2311 | 2320 | -9   | 2-2 (0)   |
|  | 7.   | Banco di Sardegna Sassari  | 32 | 30 | 16 | 14 | 2509 | 2439 | +70  | 2-2 (-12) |
|  | 8.   | Dolomiti Energia Trento    | 30 | 30 | 15 | 15 | 2292 | 2274 | +18  |           |
|  | 9.   | Openjobmetis Varese        | 28 | 30 | 14 | 16 | 2252 | 2344 | -92  |           |
|  | 10.  | Enel Brindisi              | 26 | 30 | 13 | 17 | 2320 | 2351 | -31  |           |
|  | 11.  | Acqua Vitasnella Cantù     | 24 | 30 | 12 | 18 | 2422 | 2405 | +17  | 1-1 (+19) |
|  | 12.  | Consultinvest Pesaro       | 24 | 30 | 12 | 18 | 2282 | 2355 | -73  | 1-1 (-19) |
|  | 13.  | Betaland Capo d'Orlando    | 22 | 30 | 11 | 19 | 2058 | 2205 | -147 | 5-1       |
|  | 14.  | Pasta Reggia Caserta       | 22 | 30 | 11 | 19 | 2171 | 2288 | -117 | 4-2       |
|  | 15.  | Manital Torino             | 22 | 30 | 11 | 19 | 2261 | 2401 | -140 | 2-4       |
|  | 16.  | Obiettivo Lavoro Bologna   | 22 | 30 | 11 | 19 | 2239 | 2360 | -121 | 1-5       |

Leyenda:
      Campeón de Italia.
      Accede al playoff por el título.
      Desciende a Serie A2
  Vencedor del campeonato italiano
  Vencedor de la Supercopa de Italia 2015
  Vencedor de la Copa de Italia 2016

### Resultados
| Resultados                 | AVE   | BOL   | BRI     | CAN    | CDO    | CAS   | CRE   | MIL    | PES    | PIS   | REG   | SAS    | TOR    | TNT   | VAR   | VEN   |
| -------------------------- | ----- | ----- | ------- | ------ | ------ | ----- | ----- | ------ | ------ | ----- | ----- | ------ | ------ | ----- | ----- | ----- |
| Sidigas Avellino           |       | 82-74 | 83-81   | 81-77  | 85-69  | 62-70 | 84-70 | 60-83  | 77-73  | 84-76 | 75-67 | 88-90  | 86-79  | 79-66 | 89-71 | 88-76 |
| Obiettivo Lavoro Bologna   | 81-66 |       | 115-109 | 85-77  | 64-76  | 85-90 | 73-66 | 85-101 | 79-75  | 76-72 | 67-77 | 92-87  | 73-54  | 68-75 | 76-67 | 69-65 |
| Enel Brindisi              | 82-89 | 81-54 |         | 86-68  | 69-70  | 73-55 | 76-81 | 64-50  | 81-76  | 67-71 | 53-79 | 88-82  | 72-69  | 71-81 | 80-74 | 89-84 |
| Acqua Vitasnella Cantù     | 84-82 | 89-73 | 100-103 |        | 84-56  | 92-69 | 74-82 | 71-78  | 90-65  | 82-74 | 70-74 | 75-86  | 80-70  | 87-77 | 89-79 | 72-76 |
| Betaland Capo d'Orlando    | 55-73 | 89-62 | 74-77   | 73-65  |        | 65-59 | 65-69 | 78-71  | 69-72  | 58-65 | 68-62 | 52-77  | 86-73  | 81-82 | 62-66 | 55-53 |
| Pasta Reggia Caserta       | 87-92 | 69-65 | 80-75   | 71-73  | 78-66  |       | 73-64 | 70-80  | 73-69  | 88-94 | 82-87 | 70-86  | 63-65  | 73-70 | 70-77 | 73-80 |
| Vanoli Cremona             | 64-58 | 73-63 | 76-61   | 95-85  | 74-73  | 69-60 |       | 76-91  | 77-72  | 82-66 | 68-61 | 73-72  | 66-50  | 76-83 | 70-79 | 74-73 |
| EA7 Emporio Armani Milano  | 80-81 | 87-72 | 77-72   | 72-65  | 84-57  | 91-86 | 81-77 |        | 82-78  | 89-71 | 84-80 | 87-50  | 94-90  | 83-79 | 90-62 | 87-65 |
| Consultinvest Pesaro       | 82-88 | 68-63 | 75-70   | 96-90  | 70-65  | 71-72 | 74-86 | 69-66  |        | 73-74 | 90-80 | 86-65  | 69-76  | 79-72 | 76-71 | 82-75 |
| Giorgio Tesi Group Pistoia | 76-70 | 88-76 | 85-78   | 95-89  | 103-75 | 93-84 | 72-79 | 80-85  | 77-75  |       | 77-80 | 77-68  | 70-80  | 64-69 | 67-65 | 70-68 |
| Grissin Bon Reggio Emilia  | 87-68 | 82-78 | 76-59   | 97-92  | 75-66  | 87-62 | 86-77 | 74-72  | 83-66  | 94-71 |       | 98-102 | 77-72  | 69-65 | 86-69 | 98-96 |
| Banco di Sardegna Sassari  | 94-95 | 85-91 | 78-92   | 78-86  | 92-63  | 87-75 | 97-90 | 83-80  | 106-80 | 80-75 | 94-70 |        | 112-98 | 73-88 | 91-69 | 70-82 |
| Manital Torino             | 78-74 | 75-70 | 83-75   | 79-72  | 69-71  | 83-87 | 80-93 | 85-83  | 83-66  | 87-88 | 72-96 | 86-83  |        | 71-69 | 72-84 | 62-84 |
| Dolomiti Energia Trento    | 68-80 | 80-66 | 89-92   | 79-75  | 74-63  | 71-66 | 71-78 | 80-73  | 81-74  | 54-74 | 84-90 | 93-81  | 93-85  |       | 89-63 | 62-67 |
| Openjobmetis Varese        | 81-93 | 82-75 | 80-69   | 79-66  | 81-82  | 51-58 | 87-82 | 64-86  | 88-81  | 91-78 | 77-69 | 70-86  | 92-78  | 96-82 |       | 79-68 |
| Umana Venezia              | 86-77 | 73-69 | 97-75   | 95-103 | 77-76  | 65-58 | 73-51 | 81-85  | 96-100 | 74-68 | 87-83 | 70-74  | 73-57  | 77-66 | 84-58 |       |

## Playoffs
|  | Cuartos de final | Cuartos de final           | Cuartos de final | Cuartos de final          | Cuartos de final | Cuartos de final | Cuartos de final |                           |    | Semifinales | Semifinales | Semifinales | Semifinales | Semifinales | Semifinales | Semifinales | Semifinales | Semifinales |   |                           | Final | Final | Final | Final | Final | Final | Final | Final | Final |  |
|  |                  |                            |                  |                           |                  |                  |                  |                           |    |             |             |             |             |             |             |             |             |             |   |                           |       |       |       |       |       |       |       |       |       |  |
|  |                  |                            |                  |                           |                  |                  |                  |                           |    |             |             |             |             |             |             |             |             |             |   |                           |       |       |       |       |       |       |       |       |       |  |
|  | 1                | EA7 Emporio Armani Milano  | 86               | 79                        | 62               |                  |                  |                           |    |             |             |             |             |             |             |             |             |             |   |                           |       |       |       |       |       |       |       |       |       |  |
|  | 1                | EA7 Emporio Armani Milano  | 86               | 79                        | 62               |                  |                  |                           |    |             |             |             |             |             |             |             |             |             |   |                           |       |       |       |       |       |       |       |       |       |  |
|  | 8                | Dolomiti Energia Trento    | 74               | 71                        | 61               |                  |                  |                           |    |             |             |             |             |             |             |             |             |             |   |                           |       |       |       |       |       |       |       |       |       |  |
|  | 8                | Dolomiti Energia Trento    | 74               | 71                        | 61               |                  | 1                | EA7 Emporio Armani Milano | 77 | 78          | 62          | 88          | 78          | 68          |             |             |             |             |   |                           |       |       |       |       |       |       |       |       |       |  |
|  |                  |                            |                  |                           |                  |                  |                  | EA7 Emporio Armani Milano | 77 | 78          | 62          | 88          | 78          | 68          |             |             |             |             |   |                           |       |       |       |       |       |       |       |       |       |  |
|  |                  |                            | 5                | Umana Reyer Venezia       | 84               | 65               | 73               | 80                        | 67 | 60          |             |             |             |             |             |             |             |             |   |                           |       |       |       |       |       |       |       |       |       |  |
|  | 5                | Vanoli Cremona             | 5                | Umana Reyer Venezia       | 84               | 65               | 73               | 80                        | 67 | 60          | 73          | 77          | 61          | 76          |             |             |             |             |   |                           |       |       |       |       |       |       |       |       |       |  |
|  | 5                | Vanoli Cremona             |                  |                           |                  |                  |                  |                           |    |             |             |             |             | 76          |             |             |             |             |   |                           |       |       |       |       |       |       |       |       |       |  |
|  | 4                | Umana Reyer Venezia        | 79               | 67                        | 77               | 87               |                  |                           |    |             |             |             |             |             |             |             |             |             |   |                           |       |       |       |       |       |       |       |       |       |  |
|  | 4                | Umana Reyer Venezia        | 79               | 67                        | 77               | 87               |                  |                           |    |             |             |             |             |             |             |             |             |             | 1 | EA7 Emporio Armani Milano | 87    | 94    | 72    | 76    | 97    | 74    |       |       |       |  |
|  |                  |                            |                  |                           |                  |                  |                  |                           |    |             |             |             |             |             |             |             |             |             | 1 | EA7 Emporio Armani Milano | 87    | 94    | 72    | 76    | 97    | 74    |       |       |       |  |
|  |                  |                            | 2                | Grissin Bon Reggio Emilia | 80               | 73               | 81               | 81                        | 73 | 70          |             |             |             |             |             |             |             |             |   |                           |       |       |       |       |       |       |       |       |       |  |
|  | 3                | Sidigas Avellino           | 2                | Grissin Bon Reggio Emilia | 80               | 73               | 81               | 81                        | 73 | 70          | 93          | 83          | 92          |             |             |             |             |             |   |                           |       |       |       |       |       |       |       |       |       |  |
|  | 3                | Sidigas Avellino           |                  |                           |                  |                  |                  |                           |    |             |             |             |             |             |             |             |             |             |   |                           |       |       |       |       |       |       |       |       |       |  |
|  | 6                | Giorgio Tesi Group Pistoia | 76               | 70                        | 90               |                  |                  |                           |    |             |             |             |             |             |             |             |             |             |   |                           |       |       |       |       |       |       |       |       |       |  |
|  | 6                | Giorgio Tesi Group Pistoia | 76               | 70                        | 90               |                  | 3                | Sidigas Avellino          | 69 | 78          | 89          | 97          | 72          | 83          | 80          |             |             |             |   |                           |       |       |       |       |       |       |       |       |       |  |
|  |                  |                            |                  |                           |                  |                  |                  | Sidigas Avellino          | 69 | 78          | 89          | 97          | 72          | 83          | 80          |             |             |             |   |                           |       |       |       |       |       |       |       |       |       |  |
|  |                  |                            | 2                | Grissin Bon Reggio Emilia | 83               | 86               | 75               | 54                        | 82 | 74          | 85          |             |             |             |             |             |             |             |   |                           |       |       |       |       |       |       |       |       |       |  |
|  | 7                | Grissin Bon Reggio Emilia  | 2                | Grissin Bon Reggio Emilia | 83               | 86               | 75               | 54                        | 82 | 74          | 85          | 85          | 82          | 99          |             |             |             |             |   |                           |       |       |       |       |       |       |       |       |       |  |
|  | 7                | Grissin Bon Reggio Emilia  |                  |                           |                  |                  |                  |                           |    |             |             |             |             | 99          |             |             |             |             |   |                           |       |       |       |       |       |       |       |       |       |  |
|  | 2                | Banco di Sardegna Sassari  | 68               | 75                        | 85               |                  |                  |                           |    |             |             |             |             |             |             |             |             |             |   |                           |       |       |       |       |       |       |       |       |       |  |
|  | 2                | Banco di Sardegna Sassari  | 68               | 75                        | 85               |                  |                  |                           |    |             |             |             |             |             |             |             |             |             |   |                           |       |       |       |       |       |       |       |       |       |  |
|  |                  |                            |                  |                           |                  |                  |                  |                           |    |             |             |             |             |             |             |             |             |             |   |                           |       |       |       |       |       |       |       |       |       |  |

## Finales

### EA7 Emporio Armani Milano v Grissin Bon Reggio Emilia
| 3 de junio de 2016 | EA7 Emporio Armani Milano               | 87–80                                 | Grissin Bon Reggio Emilia                        | |  |
| 20:45 (CEST)       | Parciales: 20–21, 27–14, 19–18, 21–27   | Parciales: 20–21, 27–14, 19–18, 21–27 | Parciales: 20–21, 27–14, 19–18, 21–27            | |  |
|                    | Estadísticas Gentile 15 Simon 8 Simon 5 | Reporte Pts Reb Asts                  | Estadísticas Kaukėnas 27 Polonara 8 De Nicolao 6 | Pabellón: Mediolanum Forum, Milán Árbitros: Luigi Lamonica, Enrico Sabetta, Massimiliano Filippini Televisión: Rai Sport 1 Sky Italia |  |

| 5 de junio de 2016 | EA7 Emporio Armani Milano                       | 94–73                                 | Grissin Bon Reggio Emilia                              | |  |
| 20:45 (CEST)       | Parciales: 23-24, 28-21, 18-17, 25-11           | Parciales: 23-24, 28-21, 18-17, 25-11 | Parciales: 23-24, 28-21, 18-17, 25-11                  | |  |
|                    | Estadísticas Gentile 23 Kalnietis 6 Lafayette 6 | Reporte Pts Reb Asts                  | Estadísticas Della Valle 20 De Nicolao 5 3 jugadores 3 | Pabellón: Mediolanum Forum, Milán Árbitros: Paolo Taurino, Roberto Begnis, Gianluca Sardella Televisión: Rai Sport 1 Sky Italia |  |

| 7 de junio de 2016 | Grissin Bon Reggio Emilia                        | 81–72                                 | EA7 Emporio Armani Milano                               | |  |
| 20:45 (CEST)       | Parciales: 22–18, 21–15, 15–18, 23–21            | Parciales: 22–18, 21–15, 15–18, 23–21 | Parciales: 22–18, 21–15, 15–18, 23–21                   | |  |
|                    | Estadísticas Lavrinovič 20 Polonara 10 Needham 6 | Reporte Pts Reb Asts                  | Estadísticas Simon 14 Kalnietis 6 Gentile, Cinciarini 4 | Pabellón: PalaBigi, Reggio Emilia Árbitros: Tolga Sahin, Alessandro Martolini, Carmelo Lo Guzzo Televisión: Rai Sport 1 Sky Italia |  |

| 9 de junio de 2016 | Grissin Bon Reggio Emilia                                   | 81–76                                 | EA7 Emporio Armani Milano                              | |  |
| 20:45 (CEST)       | Parciales: 21–22, 20–17, 18–16, 22–21                       | Parciales: 21–22, 20–17, 18–16, 22–21 | Parciales: 21–22, 20–17, 18–16, 22–21                  | |  |
|                    | Estadísticas Aradori, Lavrinovič 15 Polonara 8 De Nicolao 4 | Reporte Pts Reb Asts                  | Estadísticas Sanders 21 Batista 7 Cerella, Kalnietis 4 | Pabellón: PalaBigi, Reggio Emilia Árbitros: Saverio Lanzarini, Gianluca Mattioli, Manuel Mazzoni Televisión: Rai Sport 1 Sky Italia |  |

| 11 de junio de 2016 | EA7 Emporio Armani Milano                            | 97–73                                | Grissin Bon Reggio Emilia                       | |  |
| 20:45 (CEST)        | Parciales: 29–8, 23–23, 22–29, 23–13                 | Parciales: 29–8, 23–23, 22–29, 23–13 | Parciales: 29–8, 23–23, 22–29, 23–13            | |  |
|                     | Estadísticas Kalnietis 16 Kalnietis, Simon 8 Simon 4 | Reporte Pts Reb Asts                 | Estadísticas Aradori 14 Polonara 9 De Nicolao 4 | Pabellón: Mediolanum Forum, Milán Árbitros: Luigi Lamonica, Tolga Sahin, Emanuele Aronne Televisión: Rai Sport 1 Sky Italia |  |

| 13 de junio de 2016        | Grissin Bon Reggio Emilia                                  | 70–74                                | EA7 Emporio Armani Milano                   | |  |  |
| 20:45 (CEST)               | Parciales: 19–21, 19–8, 12–16, 20–29                       | Parciales: 19–21, 19–8, 12–16, 20–29 | Parciales: 19–21, 19–8, 12–16, 20–29        | |  |  |
|                            | Estadísticas Kaukėnas 18 Polonara 8 De Nicolao, Kaukėnas 4 | Reporte Pts Reb Asts                 | Estadísticas Gentile 16 Batista 9 Sanders 5 | Pabellón: PalaBigi, Reggio Emilia Árbitros: Enrico Sabetta, Saverio Lanzarini, Alessandro Martolini Televisión: Rai Sport 1 Sky Italia |  |  |
| Milano gana las series 4–3 |                                                            |                                      |                                             | |  |  |
|                            |                                                            |                                      |                                             | |  |  |

## Estadísticas individuales
A 4 de mayo de 2016.
| Rank | Nombre         | Equipo                    | PPP  |
| ---- | -------------- | ------------------------- | ---- |
| 1.   | Austin Daye    | Consultinvest Pesaro      | 21.3 |
| 2.   | Adrian Banks   | Enel Brindisi             | 19.0 |
| 3.   | James Nunnally | Sidigas Avellino          | 18.4 |
| 4.   | D. J. White    | Manital Torino            | 17.1 |
| 5.   | David Logan    | Banco di Sardegna Sassari | 17.0 |

| Rank | Nombre       | Equipo                     | APP |
| ---- | ------------ | -------------------------- | --- |
| 1.   | Peyton Siva  | Pasta Reggia Caserta       | 6.5 |
| 2.   | Ronald Moore | Giorgio Tesi Group Pistoia | 6.1 |
| 3.   | Walter Hodge | Acqua Vitasnella Cantù     | 5.5 |
| 4.   | Mike Green   | Umana Reyer Venezia        | 5.3 |
| 5.   | Roko Ukić    | Acqua Vitasnella Cantù     | 5.2 |

| Rank | Nombre           | Equipo                    | RPP |
| ---- | ---------------- | ------------------------- | --- |
| 1.   | Peyton Siva      | Pasta Reggia Caserta      | 2.0 |
| 2.   | Deron Washington | Vanoli Cremona            | 2.0 |
| 3.   | David Logan      | Banco di Sardegna Sassari | 1.9 |
| 4.   | Jerome Dyson     | Manital Torino            | 1.7 |
| 5.   | Bobby Jones      | Pasta Reggia Caserta      | 1.7 |

| Rank | Nombre         | Equipo                  | RPP |
| ---- | -------------- | ----------------------- | --- |
| 1.   | Dario Hunt     | Pasta Reggia Caserta    | 9.9 |
| 2.   | Austin Daye    | Consultinvest Pesaro    | 9.0 |
| 3.   | Alex Oriakhi   | Betaland Capo d'Orlando | 8.8 |
| 4.   | D. J. White    | Manital Torino          | 8.6 |
| 5.   | JaJuan Johnson | Acqua Vitasnella Cantù  | 8.2 |

| Rank | Nombre         | Equipo                     | TPP |
| ---- | -------------- | -------------------------- | --- |
| 1.   | Riccardo Cervi | Sidigas Avellino           | 1.4 |
| 2.   | Dario Hunt     | Pasta Reggia Caserta       | 1.4 |
| 3.   | JaJuan Johnson | Acqua Vitasnella Cantù     | 1.4 |
| 4.   | Ndudi Ebi      | Manital Torino             | 1.3 |
| 5.   | Alex Kirk      | Giorgio Tesi Group Pistoia | 1.3 |

| Rank | Nombre       | Equipo                     | VPP  |
| ---- | ------------ | -------------------------- | ---- |
| 1.   | Austin Daye  | Consultinvest Pesaro       | 22.4 |
| 2.   | D. J. White  | Manital Torino             | 21.7 |
| 3.   | Adrian Banks | Enel Brindisi              | 19.7 |
| 4.   | David Logan  | Banco di Sardegna Sassari  | 19.4 |
| 5.   | Alex Kirk    | Giorgio Tesi Group Pistoia | 17.7 |